# 설순 흡착음
설순 흡착음은 입술과 혀를 사용하여 조음하는 흡착음 음소이다.

## 기호
ʘ̺, ǀ̼, ʇ̼와 같은 기호로 표기한다.

## 조음법
두 입술 사이에 혀를 끼우고 구강 내의 공기를 빨아들이면서 혀끝에서 입술을 떼는 소리이다. 혀를 입술 사이에 끼우고 혀를 찬다.

## 같이 보기
- 국제음성기호